# Pozantı
Pozantı – miasto i dystrykt (tur. ilçe) w prowincji Adana w Turcji. Według danych na rok 2019 miasto zamieszkiwały 19 974 osoby, a gęstość zaludnienia wyniosła 28,95 os./km².

## Demografia
Ludność według grup wiekowych na rok 2019:
| Wiek                                    | 0–14 lat | 15–64 lat | 65+ lat |
| --------------------------------------- | -------- | --------- | ------- |
| Liczba osób w danej grupie wiekowej     | 3939     | 13 101    | 2934    |
| Liczba osób w danej grupie wiekowej w % | 19,7%    | 65,6%     | 14,7%   |

Struktura płci na rok 2019:
| Płeć                         | Mężczyźni | Kobiety |
| ---------------------------- | --------- | ------- |
| Liczba osób w danej płci     | 10 405    | 9569    |
| Liczba osób w danej płci w % | 52,1%     | 47,9%   |

## Klimat
Średnia temperatura wynosi 19 °C. Najcieplejszym miesiącem jest sierpień (30 °C), a najzimniejszym jest styczeń (6 °C). Średnie opady wynoszą 1040 milimetrów rocznie. Najbardziej wilgotnym miesiącem jest grudzień (169 milimetrów opadów), a najbardziej suchym jest lipiec (19 milimetrów opadów). 